# سومرن
سومِرِن (به هلندی: Someren) یک شهرستان در هلند است که در برابانت شمالی واقع شده‌است. مرکز این شهرستان، یعنی روستای سومرن در جنوب شرقی شهر آیندهوون هلند فرار دارد. شهرستان سومرن ۲۶ متر بالاتر از سطح دریا واقع شده‌است.
این روستا در سال ۲۰۰۷ میلادی ۱۱٬۱۹۰ نفر جمعیت داشت.
بازمانده‌های سکونت در این روستا از حدود ۱۰ هزار سال پ.م. یافت شده‌است.
در سال‌ها ۱۹۹۰ تا ۱۹۹۲ به هنگام ساخت‌وساز در محلهٔ جدید واتردال یک محوطه بزرگ از خاکستردان‌ها کشف شد که مربوط به ۶۰۰ تا ۴۰۰ پیش از میلاد است.
در این محوطه تل‌های گورستانی مستطیل‌شکل درازی نیز یافت شدند که مورد توجه باستان‌شناسان قرار گرفت. این تل‌ها را "درازبسترهای نوع سومرن" نام داده‌اند.
از سال ۱۰۰۰ میلادی افراد قوم فرانک سکونتگاه‌هایی در این منطقه ساختند. کهن‌ترین نوشته‌ای که نام سومرن در آن یاد شده، سندی از صومعه پوستل مورخهٔ ۱۲۱۲ میلادی است.
این روستا امروزه روستایی صنعتی و ثروتمند است و نهادهای خدماتی زیادی نیز در آن مستقر هستند.

## موزه‌ها
موزه‌ای به نام موزهٔ شبیه‌سازی پرواز در منطقهٔ صنعتی اسلایس ۱۱ در سومرن قرار دارد.
در این موزه چند دستگاه شبیه‌ساز پرواز مربوط به سال‌های ۱۹۳۰ تا ۱۹۸۰ بازسازی شده و به نمایش گذارده شده‌اند.
قدیمی‌ترین دستگاه در این موزه «دستگاه تمرینی لینک» است که توسط اد لینک، مخترع شبیه‌سازهای پرواز به بازار آمد.

## نگارخانه

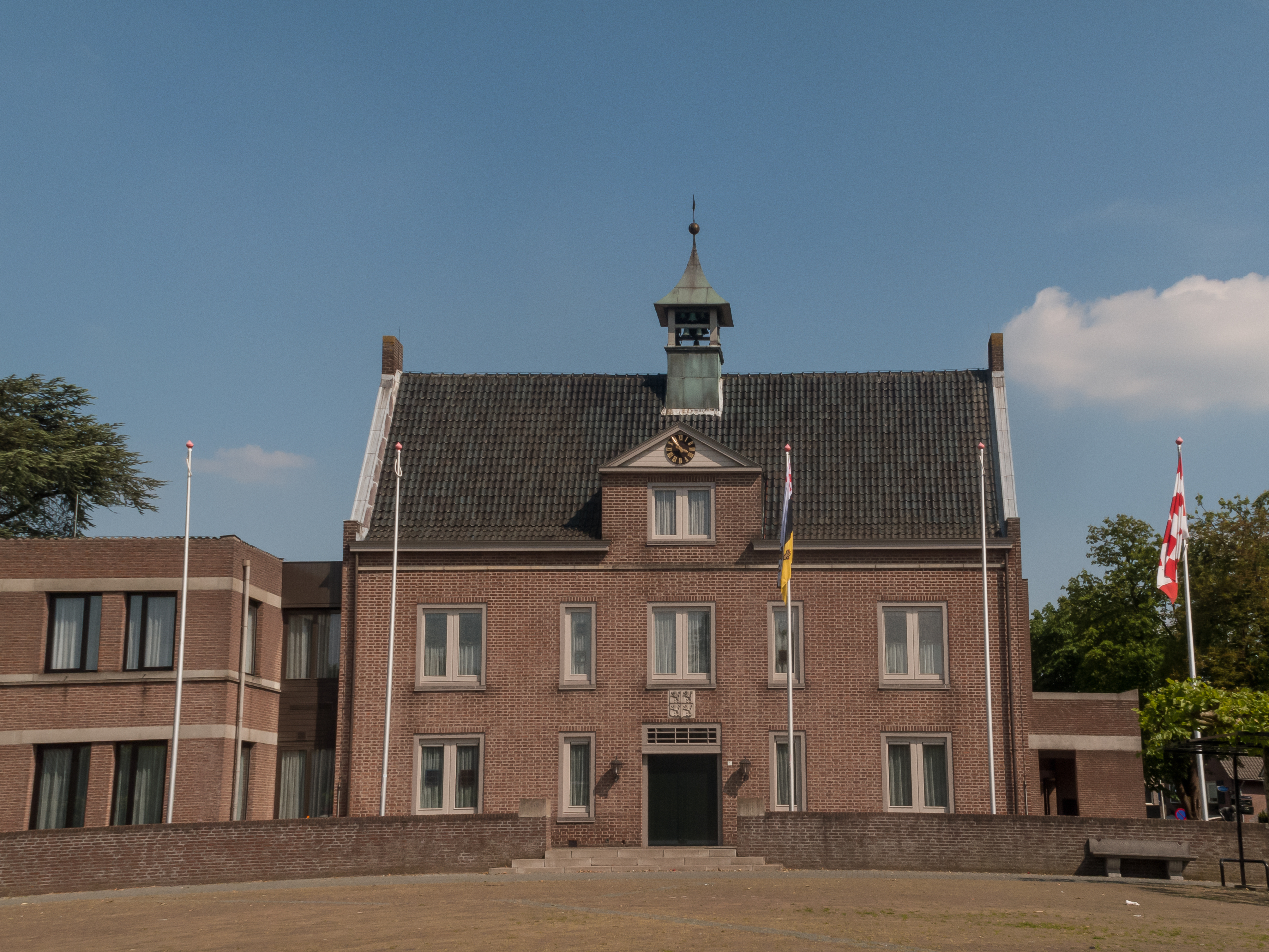
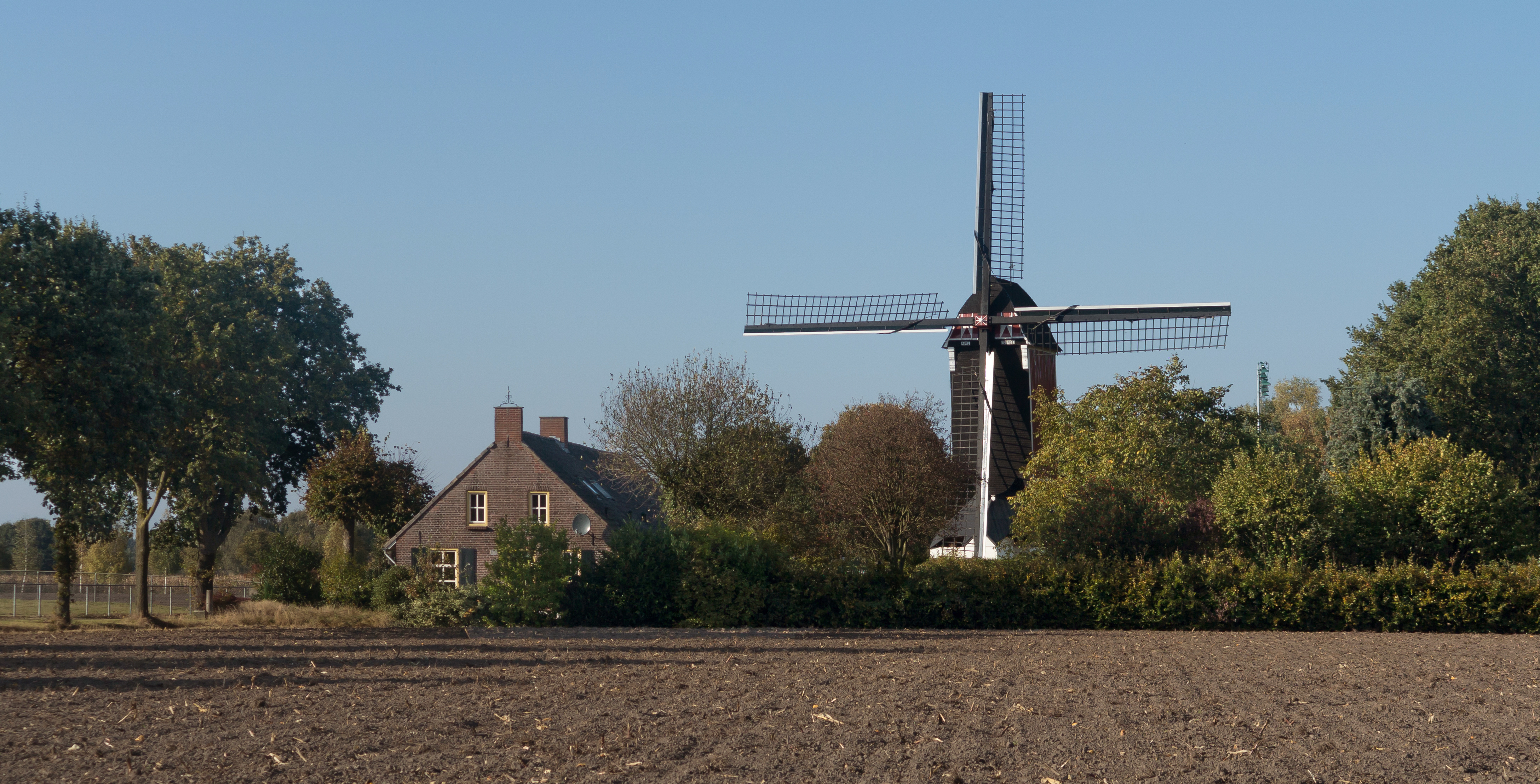